# Емилио Фернандез
Емилио „Ел Индио“ Фернандез (шп. Emilio Fernández; Коавила, 26. март 1904 — Мексико Сити, 6. август 1986) је био мексички редитељ, глумац и сценариста. Режирао је преко 40 филмова, а глумио у њих десетак.
Најпознатији је по филму „Марија Канделарија", јер је за њега добио "Златну палму“ у Кану 1946. године. Публици са ових простора је ипак највише остао у сећању због остварења „Један дан живота“, у свету потпуно непримећеног, а код нас огромног биоскопског хита, из 1950. године. Као једна од запаженијих му се издваја улога генерала Мапачеа у "Дивљој хорди“ Сема Пекинпоа.
Још једна занимљивост из историје филмске уметности је везана за њега. Наиме, 1928. године, на предлог глумице Долорес дел Рио, иначе његове добре пријатељице, пристао је да позира наг као модел при изради чувене статуете, популарног "Оскара“.